# إيغور فيتوكيلي
إيغور فيتوكيلي (23 مارس 1992 بأوستند في بلجيكا - ) (بالهولندية: Igor Vetokele) هو لاعب كرة قدم بلجيكي في مركز الهجوم. شارك مع منتخب بلجيكا تحت 17 سنة لكرة القدم ومنتخب بلجيكا تحت 19 سنة لكرة القدم ومنتخب بلجيكا تحت 21 سنة لكرة القدم ومنتخب أنغولا لكرة القدم. أما مع النوادي، فقد لعب مع تشارلتون أثلتيك وسيركل بروج ونادي غينت ونادي كوبنهاغن.

## مسيرته الكروية
لعب إيغور فيتوكيلي خلال مسيرته الاحترافية مع 7 أندية في اثنا عشر موسمًا وسجل خلالها 55 هدفًا ضمن 232 مباراة. حيث فاز في موسم واحد بالكأس وفي موسم واحد بالدوري.
خاض إيغور فيتوكيلي مسيرته مع نادي غينت في موسم 2010–11 لمدة موسم واحد، لم يشارك في أي مباراة ولم يسجل أي هدف. ثم انتقل إلى نادي سيركل بروج في موسم 2011–12 ولمدة موسمين، حيث شارك في 34 مباراة سجل خلالها 9 أهداف. لينتقل بعدها إلى نادي كوبنهاغن في موسم 2012–13 ولمدة موسمين، مشاركًا في 44 مباراة سجل خلالها 16 هدفًا. ثم انتقل إلى نادي تشارلتون أثلتيك في موسم 2014–15 في المرة الأولى ولمدة موسمين ثم في موسم 2018–19 لمدة موسم واحد، مشاركًا طوالها في 80 مباراة سجل خلالها 15 هدفًا. هذا وانتقل لاحقًا إلى نادي سينت ترويدن في موسم 2016–17 ولمدة موسمين، مشاركًا في 42 مباراة سجل خلالها 11 هدفًا. ثم انتقل بعدها إلى نادي فيسترلو في موسم 2019–20 لمدة موسم واحد، مشاركًا في 18 مباراة سجل خلالها 4 أهداف.

## وصلات خارجية
- إيغور فيتوكيلي على موقع الاتحاد البلجيكي (الإنجليزية)
- إيغور فيتوكيلي على موقع قاعدة بيانات كرة القدم.إي يو (الإنجليزية)
- إيغور فيتوكيلي على موقع ناشيونال فوتبول تيمز (الإنجليزية)
- إيغور فيتوكيلي على موقع Soccerbase.com (لاعب) (الإنجليزية)
- إيغور فيتوكيلي على موقع Soccerway.com (الإنجليزية)
- إيغور فيتوكيلي على موقع عالم كرة القدم.نت (الإنجليزية)
- إيغور فيتوكيلي على موقع AS.com (الإسبانية)